# William Wallace (homme politique)
Pour les articles homonymes, voir William Wallace (homonymie).
William John Lawrence Wallace, baron Wallace de Saltaire, (né le 12 mars 1941 à Leicester), est un universitaire britannique, écrivain et homme politique libéral démocrate, et est Lord-in-waiting de 2010 à 2015.

## Jeunesse
Wallace fait ses études à la Westminster Abbey Choir School, où, en tant que choriste, il chante au Couronnement d'Élisabeth II en 1953 et à la St Edward's School d'Oxford. Il va au King's College, Cambridge, en 1959, étudiant l'histoire (BA). En tant qu'étudiant de premier cycle à Cambridge, Wallace rejoint les trois clubs politiques (conservateur, travailliste et libéral). Il se décide pour le Parti libéral comme le plus attractif et, en 1961, il est élu vice-président du Cambridge University Liberal Club, devenant plus tard son président.
Après avoir obtenu son diplôme de Cambridge, Wallace voyage aux États-Unis, où il passe trois ans à travailler en vue de son doctorat à l'Université Cornell, terminant sa thèse sur le renouveau libéral de 1955-1966 alors qu'il est en résidence au Nuffield College, Oxford. Pendant ce temps à Oxford, il rencontre sa future épouse, Helen Sarah Rushworth, qui est présidente du club libéral de l'Université d'Oxford. Ils se marient le 25 août 1968 et ont deux enfants, Harriet (né en 1977) et Edward (né en 1981), tous deux, comme leur père, faisant leurs études à Cambridge.

## Carrière académique
Wallace commence sa carrière universitaire en tant que chargé de cours au Département de gouvernement de l' Université de Manchester où il enseigne entre 1966 et 1977. Wallace est directeur des études de l'Institut royal des affaires internationales de 1978 à 1990. De 1990 à 1995, Wallace est Walter Hallstein Senior Research Fellow au St Antony's College, Oxford. Entre 1993 et 1996, il est professeur invité à l'Université d'Europe centrale où il participe à la mise en place du département des relations internationales.
En 1995, il rejoint la London School of Economics où il prend un poste de lecteur en relations internationales en 1999, devenant professeur de relations internationales. Il devient professeur émérite en 2005. Il est président du conseil consultatif de LSE IDEAS, un centre d'étude des affaires internationales, de la diplomatie et de la grande stratégie. Olli Rehn est l'un de ses nombreux doctorants. Il est également chercheur / chercheur invité dans des institutions aux États-Unis, en Allemagne, en France, en Italie, en Grèce et en Belgique.

## Politique
Il rejoint le Parti libéral tout en étudiant à Cambridge et est vice-président puis président du Cambridge University Liberal Club.
Lors des Élections générales britanniques de 1966, Wallace est attaché de presse adjoint du Parti libéral, responsable des activités de presse de Jo Grimond.
Restant actif dans la politique libérale, Wallace se présente sans succès à cinq élections législatives, à Huddersfield West en 1970, à Manchester Moss Side en février 1974 et en octobre 1974, et à Shipley en 1983 et 1987.
Il est également rédacteur de discours pour David Steel et vice-président du Comité permanent 1977–1987. Il est co-auteur des manifestes électoraux des libéraux de 1979 et des libéraux démocrates de 1997. Au cours de l'Alliance libéral-SDP, 1982-1987, il est membre du comité directeur conjoint du parti. En 2004, il devient président du Parti libéral démocrate régional du Yorkshire. En 2005, il retourne au Federal Policy Committee en tant que représentant des Lords, siégeant dans plusieurs groupes de politique du parti.
Il est également président du conseil consultatif du groupe de réflexion libéral CentreForum. Lord Wallace est président du groupe d'histoire des libéraux démocrates. Il reprend ce poste après la mort de Conrad Russell en 2004.
En 1995, il est fait chevalier de l'Ordre pour le Mérite. En 2005, il reçoit la Légion d'Honneur en reconnaissance de ses efforts de longue date pour promouvoir l'Union européenne.

## Chambre des Lords
Wallace est créé pair à vie le 19 décembre 1995, prenant le titre de baron Wallace de Saltaire, de Shipley dans le Yorkshire de l'Ouest. Il prononce son premier discours le 17 janvier 1996 lors d'un débat sur l'éducation. 
En 1997, Wallace devient membre du comité restreint des Communautés européennes et président de la sous-commission de la justice et des affaires intérieures de 1997 à 2000. En 2001, il est le principal porte-parole des libéraux démocrates à la Chambre des lords sur les affaires étrangères et en novembre 2004, il est élu co-chef adjoint des pairs libéraux démocrates.
À la suite de la mise en place de la Coalition conservatrice-libérale démocrate après les élections générales de 2010, Wallace est nommé whip du gouvernement agissant en tant que porte-parole du gouvernement à la Chambre des lords sur le ministère des Affaires étrangères et du Commonwealth, le ministère du Travail et des Pensions et le ministère de l'Éducation.

## Autres postes
Wallace est administrateur du Chœur national des enfants; membre du Conseil consultatif communautaire de l'Atlantique; président du Conseil des Voces Cantabiles (chorale professionnelle, œuvre musicale et éducative à but non lucratif); est vice-président de l'Upper Wharfedale Agricultural Society; et est membre et actionnaire de la Wensleydale Railway Association.
Dans le passé, Wallace a été membre du conseil de l'Institut royal des affaires internationales ; membre du conseil d'administration de Genius of the Violin; président du comité consultatif académique et administrateur du Goodenough College, Londres, président du conseil consultatif du Cold War Studies Centre, London School of Economics; coprésident de la conférence bilatérale anglo-néerlandaise «Appeldoorn»; était le patron du Festival de Saltaire ; et le patron du tramway de Shipley Glen.

## Publications
- William Wallace, 'British External Relations and the European Community: the Changing Context of Foreign Policy-Making', "Journal of Common Market Studies" 12(1) 28-52 (1973)
- Geoffrey Edwards and William Wallace, “A Wider European Community? Issues and problems of further enlargement” (London, 1976)
- William Wallace, “The Foreign Policy Process in Britain” (London: Allen and Unwin, 1977)
- William Wallace, “Reform of Government” (London: Liberal Publications Department, 1977)
- William Wallace, 'After Berrill: Whitehall and the management of British diplomacy', “International Affairs” 54(2) 220-239 (1978)
- William Peterson and William Wallace, “Foreign Policy Making in Western Europe: A Comparative Approach” (Farnborough, Hants: Saxon House, 1978)
- William Wallace, 'Diplomatic trends in the European Community', “International Affairs” 55(1) 47-66 (1979)
- William Wallace, “The Illusion of Sovereignty” (London: Liberal Publications Department, 1979)
- William Wallace, “Britain in Europe” (London: Heinemann, 1980)
- Michael Hodges and William Wallace, eds, “Economic Divergence in the European Community” (London: RIIA, 1981)
- William Wallace, 'European defence co-operation: the reopening debate', “Survival” 26(6) 251-261 (1984)
- William Wallace, “Britain's bilateral links within Western Europe” (London:Routledge and Kegan Paul, 1984)
- William Wallace, 'What price independence? Sovereignty and interdependence in British politics', “International Affairs” 62(3) 367-389 (1986)
- William Wallace, 'Franco-British cooperation and the structure of defence in Europe' (French title, 'La coopération franco-britannique et la construction de l'Europe de la défense'), “Enjeux internationaux travaux et recherches de l'IFRI” 37(10) 195-206 (1988)
- Christopher Tugendhat and William Wallace, “Options for British foreign policy in the 1990s” (London: RIIA, 1988)
- Helen Wallace and William Wallace, 'Strong state or weak state in foreign policy? The contradictions of Conservative liberalism, 1979-1987', “Public Administration” 68(1) 83-101 (1990)
- William Wallace, 'Introduction' – “the dynamics of European integration. The dynamics of European integration”. London and New York: Pinter Publishers (1990)
- William Wallace, “The nation state and foreign policy. French and British foreign policies in transition - the challenge of adjustment” (New York: Berg Publishers, 1990)
- William Wallace, “The transformation of Western Europe” (London:Pinter, 1990)
- William Wallace, 'Foreign policy and national identity in the United Kingdom', “International Affairs” 67(1) 65-80 (1991)
- William Wallace, “West European unity - implications for peace and security. Towards a future European peace order?”, Basingstoke: Macmillan Academic and Professional (1991)
- William Wallace, ‘Germany at the centre of Europe’ in “The Federal Republic of Germany - the end of an era” (Providence, RI: Berg Publishers, 1991) 167-174
- William Wallace, ed, “The Dynamics of European Integration” (London: Pinter, 1991)
- William Wallace, 'British foreign policy after the Cold War', “International Affairs” 68(3) 423-442 (1992)
- William Wallace, 'No tinkering please – we are British', “World Today” 48:8-9 (1992)
- William Wallace, 'Foreword' in “Southern European security in the 1990s” (London: Pinter Publishers, 1992)
- William Wallace, 'European-Atlantic security institutions: current state and future prospects', “International spectator” XXIX:3 37-52 (1994)
- William Wallace, 'Rescue or retreat? The nation state in Western Europe, 1945-93', “Political studies” XLII 52-76 (1994)
- William Wallace, 'Evropsko-atlantické bezpecnostní instituce: stav a vyhlídky' (The European-Atlantic Security Organization: the current situation and prospects) “ezinárodní vztahy” 1 21-30 (1994)
- William Wallace, “Regional integration: the West European experience” (Washington, DC: Brookings Institution, 1994)
- William Wallace, 'Deutschland als europäische Führungsmacht' (Germany as a leading power in Europe) “Internationale Politik” 50(5) 23-28 (1995)
- William Wallace and Julie Smith, 'Democracy or technocracy? European integration and the problem of popular consent', “West European politics” 18(3) 137-157 (1995)
- William Wallace, 'Germany as Europe's leading power', “World Today” 51:8-9 162-164 (1995)
- Helen Wallace and William Wallace, “Flying Together in a Larger and More Diverse European Union” (The Hague: Netherlands Scientific Council for Government Policy, 1995)
- William Wallace, “Opening the Door: the enlargement of NATO and the European Union” (London: Centre for European Reform, 1996)
- William Wallace, 'On the move – destination unknown', “World Today” 53(4) 99-102 (1997)
- William Wallace, “Why Vote Liberal Democrat” (London: Penguin, 1997)
- William Wallace, “Liberal Democrats and the Third Way” (London: Centre for European Reform, 1998)
- Wilfried Loth, William Wallace and Wolfgang Wessells, “Walter Hallstein: the forgotten European?” (New York: St. Martin's Press, 1998)
- William Wallace, 'The sharing of sovereignty: the European paradox', “Political Studies” XLVII:3 503-521 (1999)
- William Wallace, 'Europe after the cold war: interstate order or post-sovereign regional system?', “Review of International Studies” 25 201-224 (1999)
- William Wallace, 'From the Atlantic to the Bug, from the Arctic to the Tigris? The transformation of the EU', “International Affairs” 76(3) 475-494 (2000)
- Robin Niblett and William Wallace, eds, “Rethinking European Order: West European Responses, 1989-97” (New York: St. Martin's Press, 2000)
- William Wallace, 'Europe, the necessary partner', “Foreign affairs” 80(3) 16-34 (2001)
- Daphne Josselin and William Wallace, “Non-state actors in world politics” (Basingstoke: Palgrave, 2001)
- Anthony Forster and William Wallace, 'What is NATO for?', “Survival” 43(4) 107-122 (2001)
- William Wallace, 'Where does Europe end?’ in “Dilemmas of inclusion and exclusion. Europe unbound: enlarging and reshaping the boundaries of the European Union” (London: Routledge 2002)
- William Wallace, 'As viewed from Europe: transatlantic sympathies, transatlantic fears', “International Relations” 16(2) 281-285 (2002)
- William Wallace, “Reconciliation in Cyprus: the window of opportunity” (Florence: European University Institute, 2002)
- Bastian Giegerich and William Wallace, 'Not such a soft power: the external deployment of European forces', “Survival” 46(2) 163-182 (2004)
- William Wallace, 'British foreign policy: broken bridges', “World Today” 60(12) 13-15 (2004)
- Helen Wallace, William Wallace, and Mark A. Pollack, eds, Policy-making in the European Union (William Wallace, and Carole Webb, London: Wiley, 1977)
- William Wallace, “Europe or Anglosphere? British Foreign Policy Between Atlanticism and European Integration” (London: John Stuart Mill Institute, 2005)
- Tim Oliver and William Wallace, 'A bridge too far: the United Kingdom and the transatlantic relationship' in “The Altlantic alliance under stress: US-European relations after Iraq” (Cambridge: Cambridge University Press, 2005)
- William Wallace, 'The European mistrust of American leadership', in “Patriotism, democracy, and common sense: restoring America's promise at home and abroad” (Lanham MD: Rowman & Littlefield, 2005)
- William Wallace, 'The collapse of British foreign policy', “International Affairs” 81(1) 53-68 (2005)
- William Wallace, 'European Union a treaty too far', “World Today” 61(7) 4-6 (2005)
- William Wallace, 'Europe and the war on terror', in “Understanding global terror” (Cambridge, Malden MA: Polity Press, 2007)
- William Wallace, 'Diplomacy: Foreign Office futures', “World Today” 64(2) 22-25 (2008)
- William Wallace, 'Less words and more deeds in constructing Europe', “International Spectator”. 43(4) 19-24 (2008)
- Christopher Phillips and William Wallace, 'Reassessing the special relationship', “International Affairs” 85(2) 263-284 (2009)